# Пиняев, Анатолий Фёдорович
Анато́лий Фёдорович Пиня́ев (духовное имя — Ана́нта-Ша́нти Дас, IAST: Ananta Śānti Dāsa (санскр. अनन्त शान्ति दास); 13 мая 1949, Москва, СССР — 3 июня 2013, там же) — кришнаитский проповедник, первый русский кришнаит, единственный русский ученик основателя Международного общества сознания Кришны Бхактиведанты Свами Прабхупады (1896—1977). Стоял у истоков проповеди гаудия-вайшнавизма (кришнаизма) в СССР, за что его называют основоположником Международного общества сознания Кришны в России. В 1980-е годы за свои религиозные убеждения подвергся репрессиям.

## Биография

### Встреча с Прабхупадой и обращение в гаудия-вайшнавизм (1971)
В июне 1971 года Москву посетил Бхактиведанта Свами Прабхупада. За 5 дней пребывания в столице СССР Прабхупаде удалось лично пообщаться лишь с двумя советскими гражданами: заведующим отдела Индии и Южной Азии Института востоковедения АН СССР Григорием Григорьевичем Котовским (сыном героя Гражданской войны Григория Ивановича Котовского) и 23-летним москвичом Анатолием Пиняевым, которому суждено было стать первым советским кришнаитом. На встречу с Прабхупадой Пиняева привёл его друг Нараяна — сын высокопоставленного индийского дипломата, устроившего приезд Прабхупады в Москву. Пиняев проявил огромный интерес к гаудия-вайшнавизму, в связи с чем Прабхупада впоследствии привёл цветистое восточное сравнение: подобно повару, который по одному зёрнышку риса определяет готовность целого блюда, так и по тому, с каким энтузиазмом Пиняев принял гаудия-вайшнавизм, он, Прабхупада, понял, что «к тому же готовы и миллионы других русских».

### Миссионерская деятельность в СССР (1971—1980)
Анатолий Пиняев «оправдал надежды учителя», став верным приверженцем ИСККОН и его активным пропагандистом. В последовавшие за отъездом Прабхупады 10 лет он много разъезжал по территории СССР, распространяя вайшнавское вероучение. В 1973 году Пиняев заочно получил от Прабхупады духовное посвящение и имя на санскрите «Ананта Шанти Дас». По словам православного миссионера священника Олега Стеняева, лично знакомого с Пиняевым, это был «образованный и начитанный» юноша, владевший иностранными языками и обладавший «поразительной энергией», которую он всецело направил на миссионерскую деятельность. Пиняев проповедовал в вузах, в библиотеках и в других общественных заведениях, рассказывал о Кришне монахам в православных монастырях и распространял «Бхагавад-гиту как она есть» воспитанникам Московской духовной семинарии.
Один из проповедников гаудия-вайшнавизма Бхакти Судхир Госвами, проповедовавший по заданию Прабхупады в странах варшавского договора в 1970-х годах, так описывает свою встречу с Пиняевым в Ленинграде в 1977 году:
Мы не знали, как выглядит Ананта-Шанти, у нас не было его фотографии... Мы сидели в парке в Ленинграде в условленное время и ждали Ананта-Шанти. Мы вглядывались в лица людей, боялись, что встреча сорвется, ведь он тоже не знал, как мы выглядим. Но когда он появился, мы сразу узнали его. Это был человек, одетый в куртку, и лицо его сияло... Он дал возможность узнать о Сознании Кришны сотням людей по всему Советскому Союзу.
В конце 1970-х годов Пиняев принял санньясу (уклад жизни в отречении) и новое имя Ананта Тиртха Госвами. Однако, уже в 1980 году он женился, нарушив тем самым монашеские обеты.
Проповедь Пиняева имела успех, в особенности среди людей, интересовавшихся индийской культурой, религией и философией. Выходцами именно из этой среды были первые советские кришнаиты, обращённые в новую веру благодаря усилиям Пиняева. Мощный толчок распространению кришнаизма в СССР дала 2-я Московская международная книжная выставка-ярмарка 1979 года, на которой имелся стенд кришнаитского издательства «Бхактиведанта Бук Траст». Анатолий Пиняев выступил на ярмарке в роли официального переводчика «Бхактиведанта Бук Траст». Стенд кришнаитов вызвал огромный интерес публики и позволил тысячам советских людей ознакомиться с кришнаитской литературой.

### Репрессии (1980—1987)
В 1980 году КГБ начал предпринимать первые шаги по пресечению деятельности «антикоммунистической секты» кришнаитов. В сентябре 1980 года в СССР в очередной раз прибыл Харикеша Свами в сопровождении своего помощника Киртираджи, который в 1979 году занял пост регионального секретаря (вице-президента) ИСККОН в СССР. Проведя два религиозных собрания на московских квартирах, Харикеша и Киртираджа вместе с Анатолием Пиняевым отправились в Ригу, где местные кришнаиты организовали во Дворце культуры массовую проповедническую программу с их участием. Наряду с людьми, интересующимися индийской духовностью, на программе присутствовали сотрудники милиции и КГБ, которые задержали Харикешу, Киртираджу и Анатолия Пиняева. После допроса с пристрастием, американских миссионеров отправили в Москву, где они подверглись депортации. Анатолия Пиняева две недели продержали в психиатрической больнице и затем отпустили на свободу.
В январе 1982 года в Красноярске состоялся судебный процесс над лидером местной общины кришнаитов Евгением Третьяковым. В опубликованной 24 января в «Социалистической индустрии» разоблачительной статье А. Моцова и С. Садошенко «Йог с голубыми глазами, или истинное лицо проповедников Кришны» утверждалось, что Анатолий Пиняев обратил Евгения Третьякова в кришнаизм.
В конце апреля 1981 года Анатолию Пиняеву позвонил неизвестный, представившийся знакомым приехавшего с Запада кришнаита, желавшего встретиться с ним. По прибытии на условленное место встречи, Пиняев был арестован и помещён на две недели в психиатрическую больницу — звонивший Пиняеву незнакомец оказался агентом КГБ. В июне 1981 года Пиняев получил 10 суток ареста по ложному обвинению в мелком хулиганстве. Тогда же был произведён обыск в его квартире, в ходе которого были конфискованы кришнаитские книги, предметы культа и вообще все вещи, имевшие хоть малейшее отношение к Индии. В сентябре 1981 года Пиняев был снова задержан и помещён во Всесоюзный НИИ общей и судебной психиатрии имени В. П. Сербского. На этот раз «первого советского кришнаита» обвинили в тунеядстве, признали невменяемым и в апреле 1982 года отправили на принудительное лечение в Психиатрическую больницу № 5 г. Москвы, откуда месяц спустя ему удалось совершить побег. Пиняев успешно скрывался до апреля 1983 года, когда его арестовали в Баку и, продержав две недели в местной психбольнице, отправили назад в Москву. Там Пиняеву предъявили обвинения по ст. 227 УК РСФСР («Создание группы, причиняющей вред здоровью граждан») и перевели в Бутырскую тюрьму. На закрытом суде, состоявшемся 7 июня 1983 года, Пиняев был признан невменяемым и госпитализирован на неопределённое время в специальную психбольницу в Смоленске, где подвергнут курсу «лечения» галоперидолом. В апреле 1986 года Пиняева перевели в спецлечебницу в Орле. Вслед за Пиняевым по решению советских судов в психбольницы на принудительное лечение были отправлены десятки кришнаитов.
Пиняев вышел на свободу в ноябре 1987 года, в один день с известным советским диссидентом Владимиром Гершуни. Их освобождение было приурочено к началу Вашингтонского саммита Рональда Рейгана и Михаила Горбачёва.

### Дальнейшая судьба
В начале 1990-х годов Пиняев два года бродяжничал в Индии, оказавшись без средств к существованию, и попал в тюрьму за нелегальное пребывание в стране. В 1990-е годы он отошёл от кришнаизма и впоследствии подвергал критике ИСККОН и его основателя: 
Всё, что было во время встречи с Прабхупадой в Москве, знаю только я. Сколько бы я им не рассказывал, они всё равно, либо забудут, либо переврут, исказят. Я с самого начала отнёсся критически, у меня никогда не было фанатизма или оголтелости. Хамсадутта сказал: „Прабхупада дал мне всё“. У меня было не так, у меня уже было всё. Своими благими качествами я обладал от природы, с рождения, а не благодаря Прабхупаде, или какой-то инициации. Ему эта встреча была нужнее, чем мне. Я не просил Прабхупаду об инициации. Он предлагал мне даже деньги на развитие его миссии, но мне это было не интересно. Он не был моим гуру, я просто делился с людьми тем, что знал сам. Книги Прабхупады в подмётки не годятся книгам того же Шридхара. Прабхупада портил людям жизни, проповедовал человеконенавистническую идеологию и жизнеотрицание. Он ненавидел женщин. Моя философия не просто отличается от философии Прабхупады, она ему полностью противоположна во всём. Моя философия близка к индийской тантре, а также к Чарваке локаяте».
10 мая 2010 года Анатолий Пиняев пережил сердечный приступ. Ему поставили диагноз «обширный инфаркт левого желудочка сердца». Пиняев скончался от инсульта в одной из московских клиник в ночь со 2 на 3 июня 2013 года.